# 沙斯托
沙斯托（法語：Chasteaux，法語發音：[ʃasto]）是法国科雷兹省的一个市镇，位于该省西南部，属于布里夫拉盖亚尔德区。

## 地理
沙斯托（45°5'34"N, 1°28'4"E）面积18.75 平方千米，位于法国新阿基坦大区科雷兹省，该省份为法国中南部省份，北起上维埃纳省和克勒兹省，西接多爾多涅省，南至洛特省，东临多姆山省和康塔爾省。
与沙斯托接壤的市镇（或旧市镇、城区）包括：布里夫拉盖亚尔德、沙尔特里耶-费里耶尔、库兹河畔利萨克、内斯普勒、诺阿耶、圣塞尔南德拉尔什。

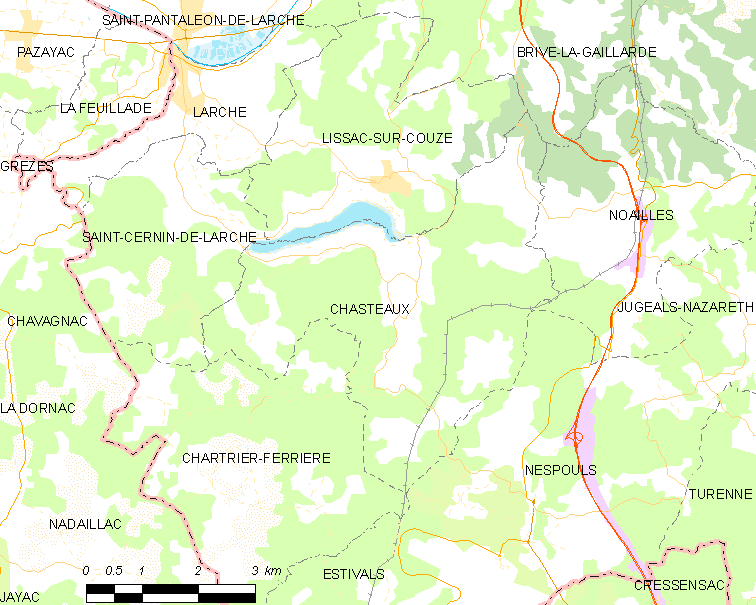
沙斯托的OSM定位图

沙斯托的时区为UTC+01:00、UTC+02:00（夏令时）。

## 行政
沙斯托的邮政编码为19600，INSEE市镇编码为19049。

## 政治
沙斯托所属的省级选区为圣庞塔莱翁-德拉尔什县。

## 人口

1962-2008年间沙斯托人口变化图示

沙斯托于2022年1月1日时的人口数量为747人。